# スノーボール
スノーボール (Snowball) は、リキュールベースとジンベースの物があるカクテル。
カクテル名は「雪玉」の事を指す。また、丸く焼いたクッキー生地に粉砂糖をまぶし、雪の玉に見立てたアメリカの家庭菓子のことも指す。

## 標準的なレシピ
- アドヴォカート - 40 ml
- ライム・ジュース（濃縮液） - 1ダッシュ
- レモネード - 適量

他のレシピ
- ジン - 3/5
- アニゼット - 1/5
- 生クリーム - 1/5

- アニゼットは地中海原産のアニスの種子を乾燥させた香辛料から作られたリキュール。

## 作り方
1. 氷を入れたタンブラーにアドヴォカートとライム・ジュースを注ぐ。
2. レモネードで満たす。
3. スライス・オレンジとマラスキーノ・チェリーをカクテル・ピンに刺して飾る。

他のレシピの作り方
1. 十分にシェークする。
2. カクテルグラスに注ぐ。

## 備考
- レモネードの代わりにジンジャーエールを用いるものもある。